# Der falsche Torero
Der falsche Torero (Originaltitel: The Kid from Spain) ist ein US-amerikanisches Filmmusical aus dem Jahr 1932 von Leo McCarey mit Eddie Cantor in der Hauptrolle.

## Handlung
Eddie Williams und sein Freund Ricardo stehen vor der Graduierung, als sie von der Universität verwiesen werden. Ricardo überredet Eddie, ihn in seine Heimat Mexiko zu begleiten und seine Freundin Anita Gomez kennenzulernen. Eddie wartet vor einer Bank auf seinen Freund, die gerade überfallen wird. Die Räuber halten ihn für den Fahrer des Fluchtautos und zwingen ihn, loszufahren. In ihrem Versteck sehen sie davon ab, ihn zu töten und erlauben ihm, nach Mexiko zu reisen.
Während Eddie an der Grenze wartet, ist Ricardo schon in seiner Heimatstadt eingetroffen. Dort erfährt er von Anitas Vater Alonzo, dass Anita mit dem Stierkämpfer Pancho verlobt ist, der ihre Mutter vor einer Bande Banditen gerettet hat. Alonzo kann Ricardo überzeugen, dass Pancho die bessere Wahl sei. Ricardo findet Eddie, der die Grenze überqueren konnte, und hilft ihm, sich zu verkleiden, um dem ihn verfolgenden Polizisten Crawford zu entkommen. Ricardo erzählt Crawford, dass Eddie der berühmte Stierkämpfer Don Sebastian II sei, der an einem wichtigen Kampf am folgenden Sonntag teilnehme. Crawford durchschaut die Scharade und verspricht, sich den Kampf anzuschauen.
Mit Eddie kehrt Ricardo zum Anwesen der Gomez zurück. Er stellt Eddie Alonzo vor, allerdings war Alonzo mit Don Sebastian I, Eddies angeblichem Vater, befreundet. Alonzo ist erfreut über den Besuch, fordert aber von Ricardo, sich von Anita fernzuhalten. Eddie und Ricardo kommen mit Pancho und dessen Freund Pedro, der mit Anitas Freundin Rosalie zusammen ist, in Streit. Ein Kampf entbrennt, die beiden Freunde werden von der Polizei festgenommen. Alonzo stellt für Eddie die Kaution, der sich abends ins Haus schleicht, um Anita zu Ricardo zu bringen. Da Eddie Anita bislang noch nicht gesehen hat, nimmt er stattdessen Rosalie mit. Auf der Fahrt flirtet Rosalie mit Eddie, doch beide werden von Pedro eingeholt, der Eddie rachsüchtig an die Banditen ausliefert, die von dem angeblichen Retter Pancho angeführt werden.
Eddie kann den Banditen entkommen und bereitet sich mit Ricardos Hilfe auf den Stierkampf vor, den Eddie wegen Crawford bestreiten muss. Ricardo arrangiert für Eddie einen Kampf mit dem Stier Max, der seine Angriffe stoppt, sobald er das Wort „Popocatépetl“ hört. Pancho und Pedro wechseln heimlich die Stiere. Nachdem der Matador Sidney Franklin den Kampftag eröffnet, wird der wilde Diablo in die Arena gelassen. Schnell wird Eddie klar, dass er nicht gegen Max kämpft, doch mit seiner Schnelligkeit und einem Fläschchen Chloroform kann er Diablo besiegen. Nach dem Kampf enthüllt ihm Crawford, dass er nie als Komplize der Bankräuber gesehen wurde. Crawford hat jedoch nichts gesagt, weil er Eddie kämpfen sehen wollte. Am Abend richtet Alonzo eine Siegesfeier aus. Er gibt Anita und Ricardo seinen Segen, während Eddie Rosalie einen Antrag macht.

## Produktion

### Hintergrund
Gedreht wurde der Film ab Anfang 1932 in den Samuel-Goldwyn-Studios in West Hollywood.
Zwei Jahre vor dem Drehbeginn unterhielt sich Eddie Cantor mit Samuel Goldwyn über eine seiner Filmideen. Cantor schlug vor einen glotzäugigen jüdischen Flegel aus Brooklyn zu spielen, der zum besten Stierkämpfer der Welt wurde. Pate dieser Idee war Cantors Freund Sidney Franklin, zu der Zeit der einzige Stierkämpfer aus den USA.
Anfang Mai sollten die Dreharbeiten unter der Regie von Albert S. Rogell beginnen. Wegen Differenzen mit Goldwyn über die Geschichte zog sich Rogell vom Projekt zurück.
Während United Artists den Kinovertrieb übernahm, hatte sich Goldwyn den Vertrieb für New York vorbehalten. Zudem schickte er einen Spezialzug in den Süden des Landes, um den Film zusammen mit dem Musical Whoopee! (1930) in den Gegenden vorzuführen, die entweder über keinen Filmprojektor verfügten oder deren Kinobetreiber keinen Mietvertrag mit United Artists hatten.
Die Produktionskosten lagen bei über einer Million Dollar (2023: ca. 22,5 Millionen Dollar). Eine Vorstellung im Sonderzug im Raum Los Angeles wurde abgesagt, nachdem sich potentielle Zuschauer geweigert hatten, den Eintrittspreis von 1,50 Dollar (2023: 33,70 Dollar) zu entrichten. Der Preis im Raum New York lag bei 2,20 Dollar (2023: 49,43 Dollar).
Im September 1933 wurde der Schriftsteller Upton Sinclair beschuldigt, Stierkampfszenen aus dem von ihm finanzierten Film Donner über Mexiko von Sergei Eisenstein an Samuel Goldwyn verkauft zu haben. Sinclair wies die Anschuldigungen zurück mit der Begründung, dass weder Eisenstein noch Cantor ihre Stiere markiert haben.
Produzent Goldwyn schickte vor Drehbeginn Cantor, die Songschreiber und den musikalischen Direktor Alfred Newman für eine Woche nach San Francisco, um Drehbuchideen vor Live-Publikum auszuprobieren.
Goldwyn lieh sich das Geld für die Produktion von der Bank of America, die so erstmals einen siebenstelligen Betrag für einen Film zur Verfügung stellte.
Nach der Premiere des Films baten die Marx Brothers Regisseur McCarey, ihren nächsten Film Die Marx Brothers im Krieg zu inszenieren.

### Stab
Richard Day oblag die künstlerische Leitung. Milo Anderson war für das Kostümbild zuständig. Arthur Hornblow jr. war ausführender Produzent.

### Besetzung
In kleinen nicht im Abspann erwähnten Nebenrollen traten Paulette Goddard, Betty Grable, Paul Panzer, Toby Wing und Jane Wyman in ihrem Filmdebüt auf.

### Musik
Bert Kalmar und Harry Ruby schrieben die Songs But We Must Rise, In the Moonlight, Look What You've Done und What a Perfect Combination.
Choreograf der Musicalnummern war Busby Berkeley, der von Fred Zinnemann unterstützt wurde.

## Veröffentlichung
Die Premiere des Films fand am 17. November 1932 statt. In der Bundesrepublik Deutschland wurde er am 7. September 1974 im deutschen Fernsehen ausgestrahlt.

## Kritiken
Der Filmkritiken-Aggregator Rotten Tomatoes hat in einer Auswertung ein Publikumsergebnis von 88 Prozent positiver Bewertungen ermittelt.
Das Lexikon des internationalen Films schrieb: „Leo McCareys Film verhalf dem Musical in Zeiten wirtschaftlicher Depression zum Durchbruch.“
Der Kritiker des TV Guide sah eine aufwendige Musicalproduktion für den bekannten Komödianten Eddie Cantor, der hier seine beste Leistung zeige. Der Film sei prall gefüllt mit Lachern und weise einige tolle Songs vor.